# Largo São Bento
Largo São Bento es considerado uno de los espacios públicos más antiguos de la ciudad de São Paulo (Brasil). La calle fue oficializada por Ley n.º 972, de 24 de agosto de 1916. Su ocupación se produjo poco después de la fundación de São Paulo en 1554. El espacio alberga la Basílica Abacial de Nossa Senhora da Assunção, el Colégio de São Bento y la Faculdade de São Bento, lugares que juntos designan el Monasterio de São Bento, una de las atracciones turísticas del Centro Histórico de São Paulo.

## Historia
En Largo São Bento, se instaló la aldea del Cacique Tibiriçá, padre de la india Bartira, que se casó con el pionero João Ramalho. El pueblo permaneció allí hasta el año de la muerte del cacique, en 1562. Tibiriçá fue importante en la historia de São Paulo, ayudando, junto con otros indios, a defender la futura São Paulo del ataque de las tribus enemigas. Largo era un lugar estratégico para la defensa de la ciudad, ya que estaba ubicado en lo alto de una colina. Esto proporcionó una vista amplia del área alrededor del pueblo.

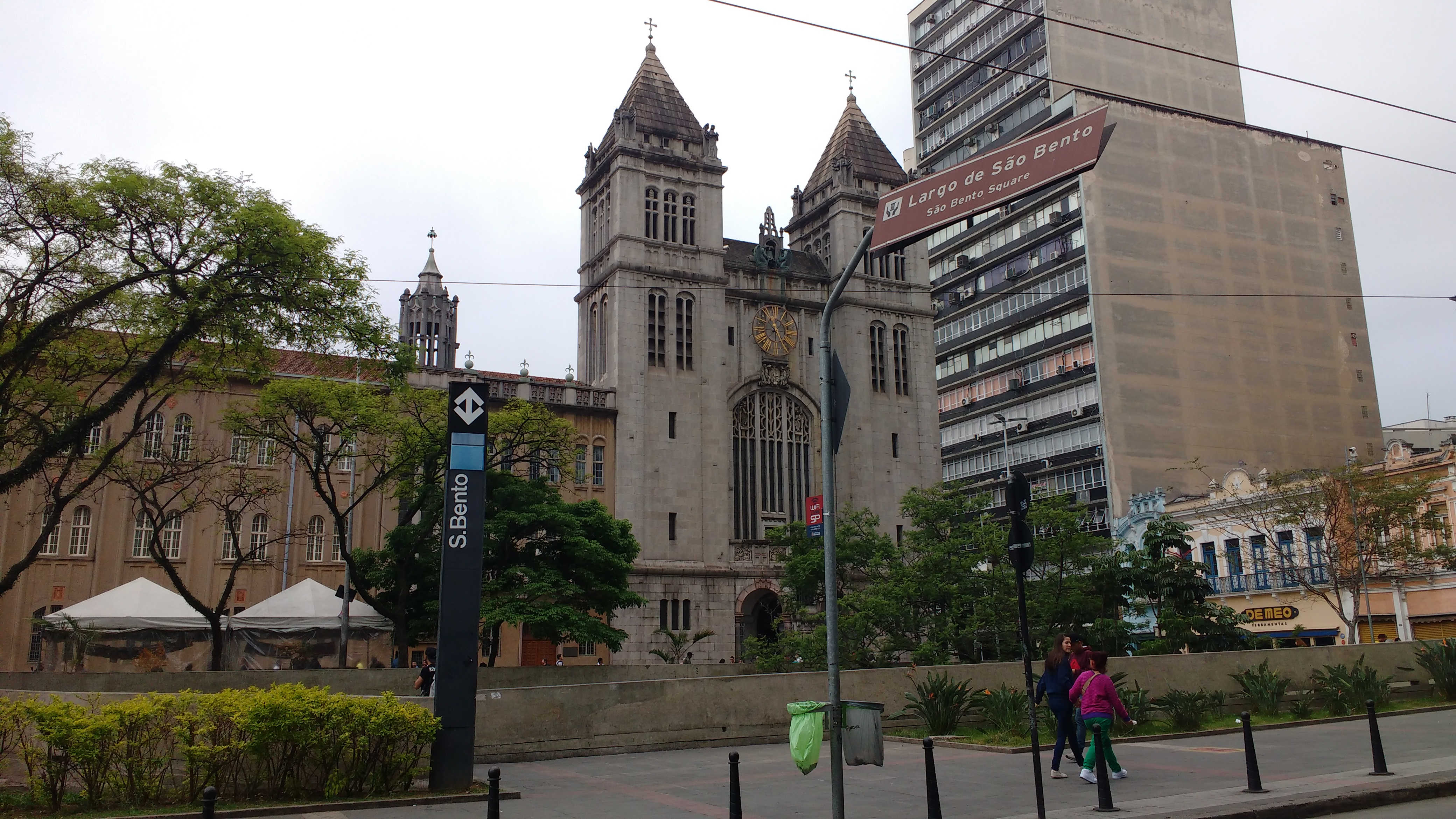
Vista frontal de Largo São Bento y Rua Líbero Badaró, en São Paulo (SP)

En 1598, el fraile benedictino Mauro Teixeira eligió el Largo São Bento para la fundación de una pequeña capilla bajo la advocación de São Bento. La construcción estaría entre los ríos Anhangabaú y Tamanduateí, cubriendo el Valle de Anhangabaú por un lado y la actual Rua 25 de Março por el otro. Alrededor de 1600, otros tres benedictinos llegaron a São Paulo: fray Mateus de Ascensão, fray Antonio de Assunção y fray Bento da Purificação. Convierten la iglesia en un monasterio.
Cincuenta años después, Fernão Dias Pais, conocido como “el cazador de esmeraldas”, donó una gran cantidad de dinero para construir una nueva iglesia. Como agradecimiento, sus restos, así como los de su esposa María García, fueron guardados en el monasterio. Junto al altar de Fernão Dias y su esposa, una placa en el piso, además de la fecha de nacimiento y muerte, dice lo siguiente: “Grandes bienhechores de esta abadía / A esta tumba transfirió sus restos mortales / Gratitud benedictina”. Fernão Dias, sin embargo, bordeó la antigua iglesia y el monasterio de São Bento, que fueron demolidos en los primeros años del siglo XX.
En 1854, la plaza fue remodelada siguiendo los modelos europeos de la época. El motivo fue el intenso movimiento gracias a dos grandes hoteles instalados en las inmediaciones. Las costumbres continuaron cambiando y con la idea del baño siendo trasladada a la salud, el 23 de diciembre de 1866 se inauguró el baño más antiguo, el Seria Paulista, en Largo São Bento, n.º 01, con ocho bañeras de mármol, grifos y tuberías de plomo.
Miguel Kruse, en julio de 1900, asume la dirección del Monasterio. En un intento por crear una buena escuela secundaria, se creó en 1903 el Colégio de São Bento, que aún permanece bajo la administración de la Orden. En 1908 se fundó la Facultad de Filosofía, que sería la primera de Brasil y que actualmente está vinculada a la PUC en São Paulo. En 1911 se instaló la primera abadía de monjas benedictinas en Sudamérica, el Monasterio de Santa María.

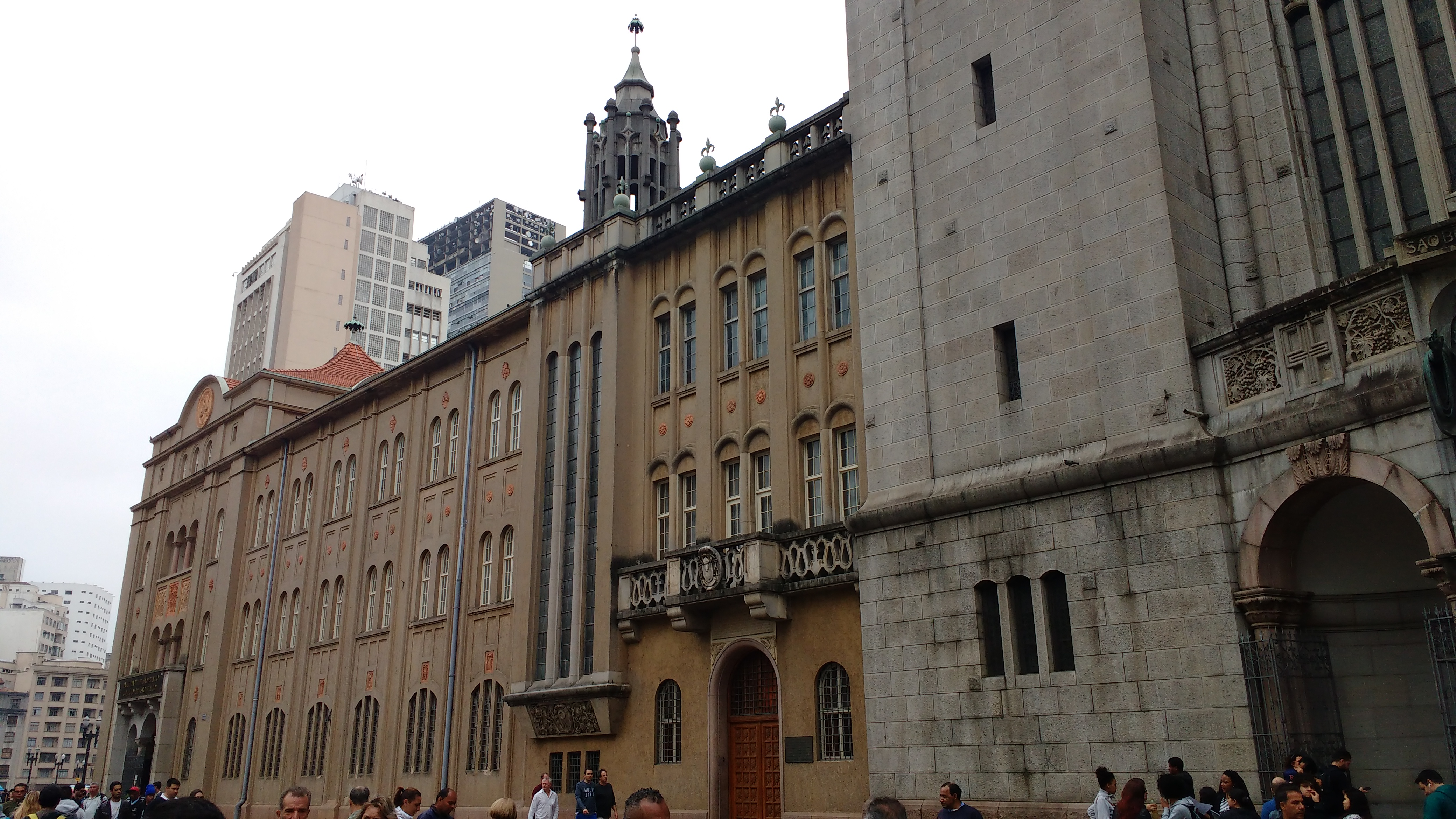
Fachada del Monasterio de São Bento

También en 1900, la primera línea de tranvía de la ciudad partió del Largo São Bento y 10 años después comenzó la construcción del nuevo monasterio, según un proyecto del arquitecto Richard Berndl, de la ciudad de Múnich, Alemania. Las obras finalizaron en 1921 y, al año siguiente, tuvo lugar la ceremonia de su consagración, dando lugar al conjunto benedictino que se conoce.
La última gran transformación se produjo con el metro, durante la década de 1970. La plaza ganó bancas, malecón, jardines y un movimiento más intenso. En conmemoración de los 400 años del Monasterio de São Bento, en 1998, se recuperó la iluminación y la fachada del edificio, se reconfiguró el Largo São Bento y se restauró el gran órgano Walcker, un instrumento con más de seis mil tubos., inaugurado en 1954..

## Vida cultural
Todos los domingos, a las 10 h, hay misa en el Monasterio de São Bento acompañada de un coro que entona hermosos cantos gregorianos. Además de la religión, la tradición gastronómica está presente en Largo São Bento. La panadería del monasterio ofrece preparaciones famosas, como el Bolo dos Monges, el Bolo Santa Escolástica, el Pão de São Bento y el Pão de Mel Benedictus. En el área cercana a la plaza, también es posible encontrar bares y restaurantes tradicionales de São Paulo, como Casa Mathilde y Café Girondino.

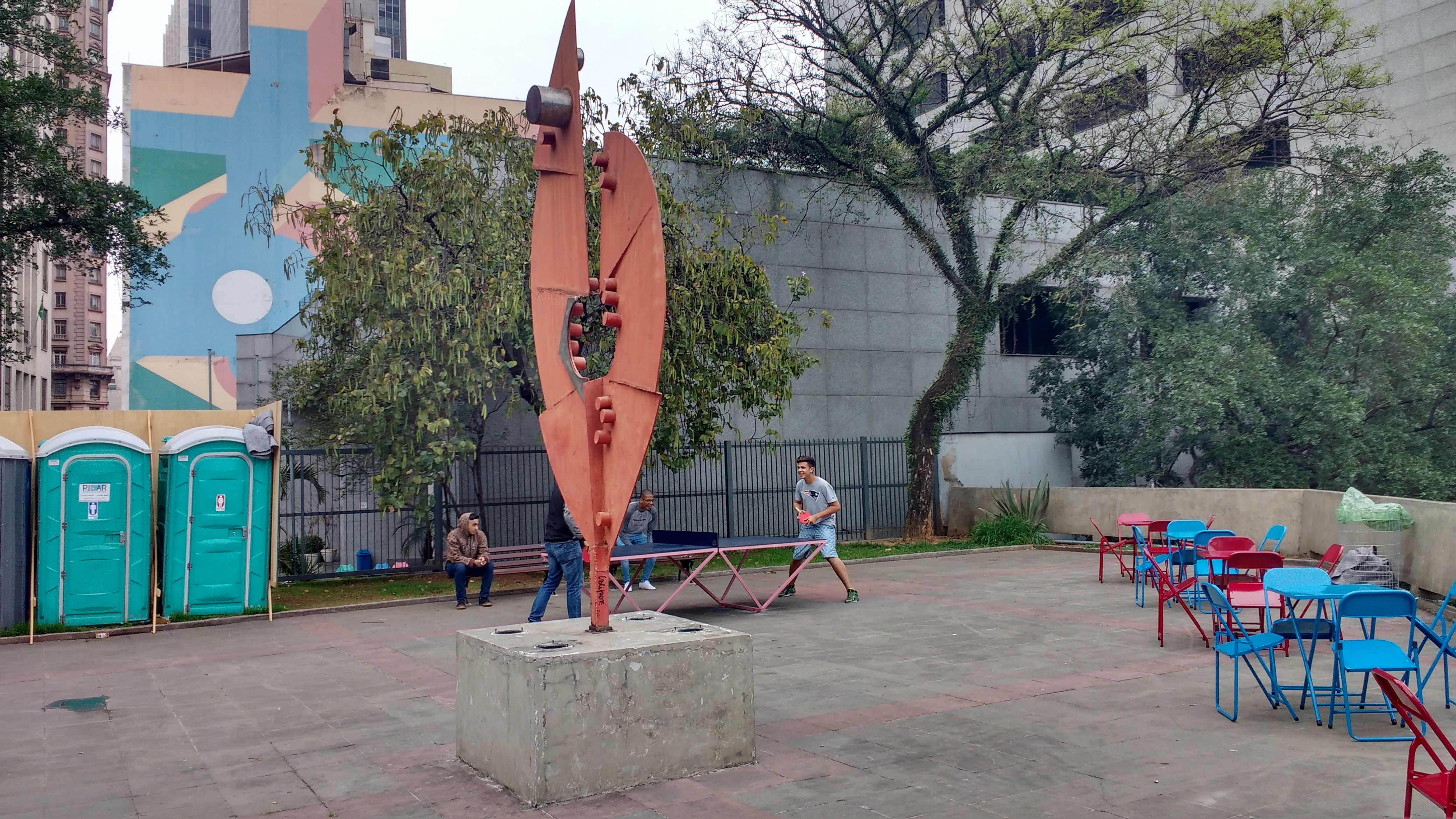
Escultura del artista Caciporé Torres

Otro atractivo es la biblioteca del Monasterio de São Bento, con más de cien mil títulos, muchos de ellos raros y que llegaron a Brasil junto con los monjes benedictinos en 1598. Es posible encontrar desde la biblia de Gutenberg del siglo XV hasta libros como El código Da Vinci, de Dan Brown y actuales que atienden la demanda de los estudiantes de los cursos de Filosofía y Teología ofrecidos por la Faculdade de São Bento. Los alumnos tienen a su disposición una antesala con mesas y ordenadores, donde pueden consultar las obras, pero el acceso al entorno donde se guardan los libros está restringido a los monjes benedictinos que allí residen. Los interesados externos pueden solicitar un permiso de visita.
Largo también alberga eventos periódicos como la Feria de São Bento do Livro, organizada por la biblioteca; exposiciones, como aː El Principito Descubre el Monasterio, que tuvo lugar en agosto de 2016; y el Festival Internacional São Bento de Órgão, que se realiza anualmente en la Basílica desde 1994. Establecimientos bancarios y tiendas del tercer sector en la Estação São Bento ofrecen comodidad a quien transita por la plaza. Baños públicos, una mesa de tenis y una escultura del artista Caciporé Torres completan este espacio público.

## Galería

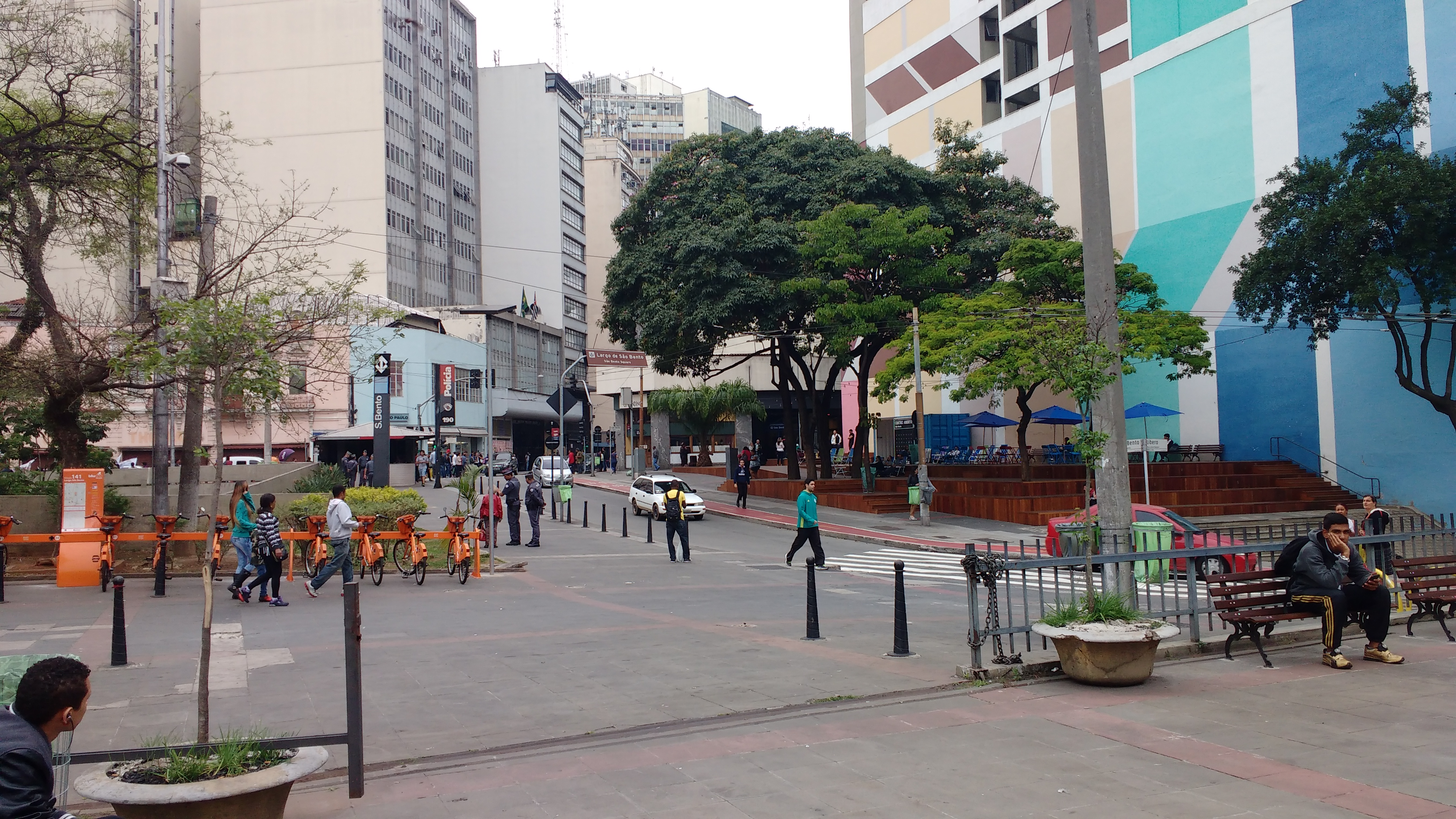
Vista de Largo con Rua Líbero Badaró
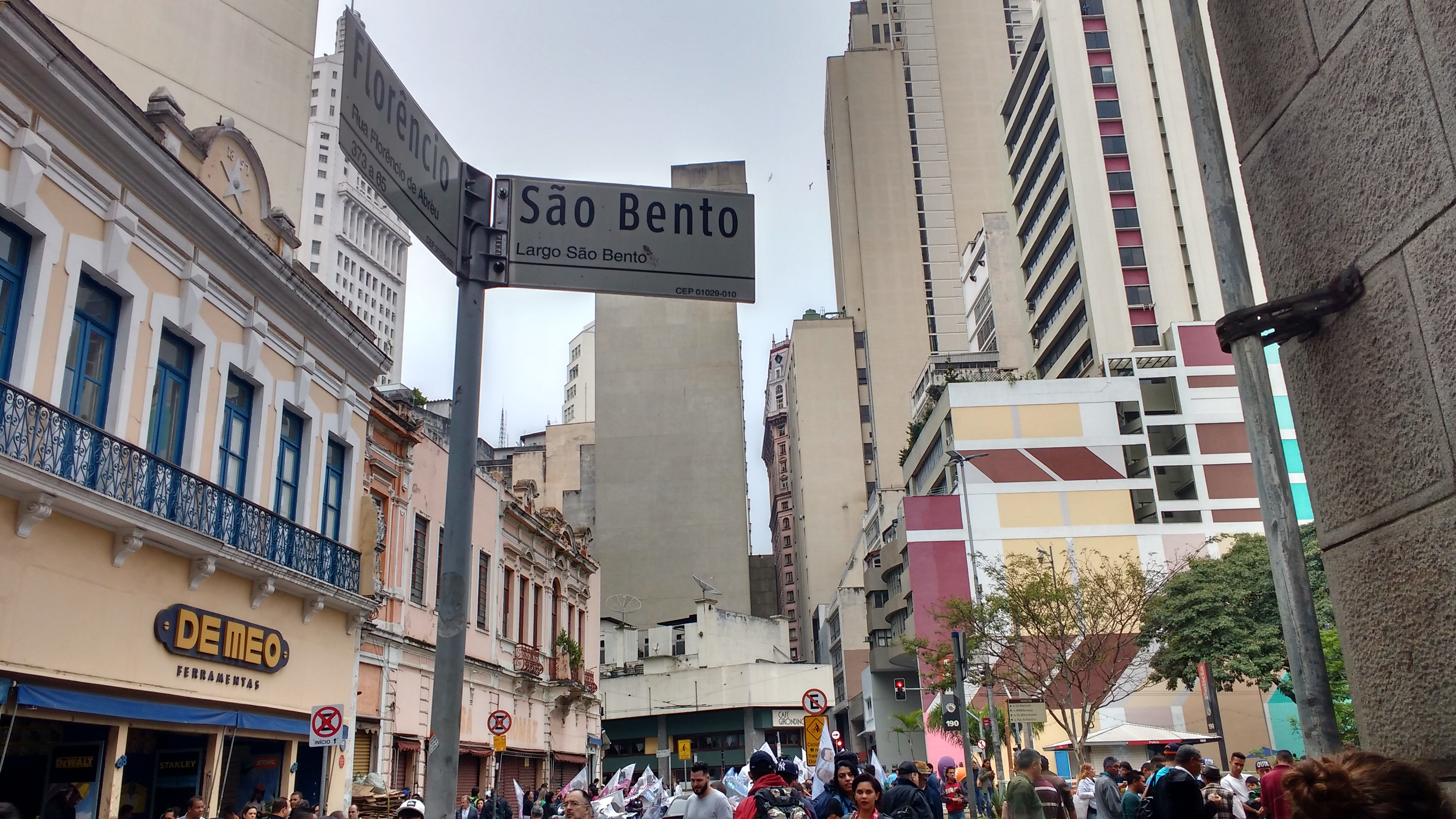
Letrero que indica Largo São Bento
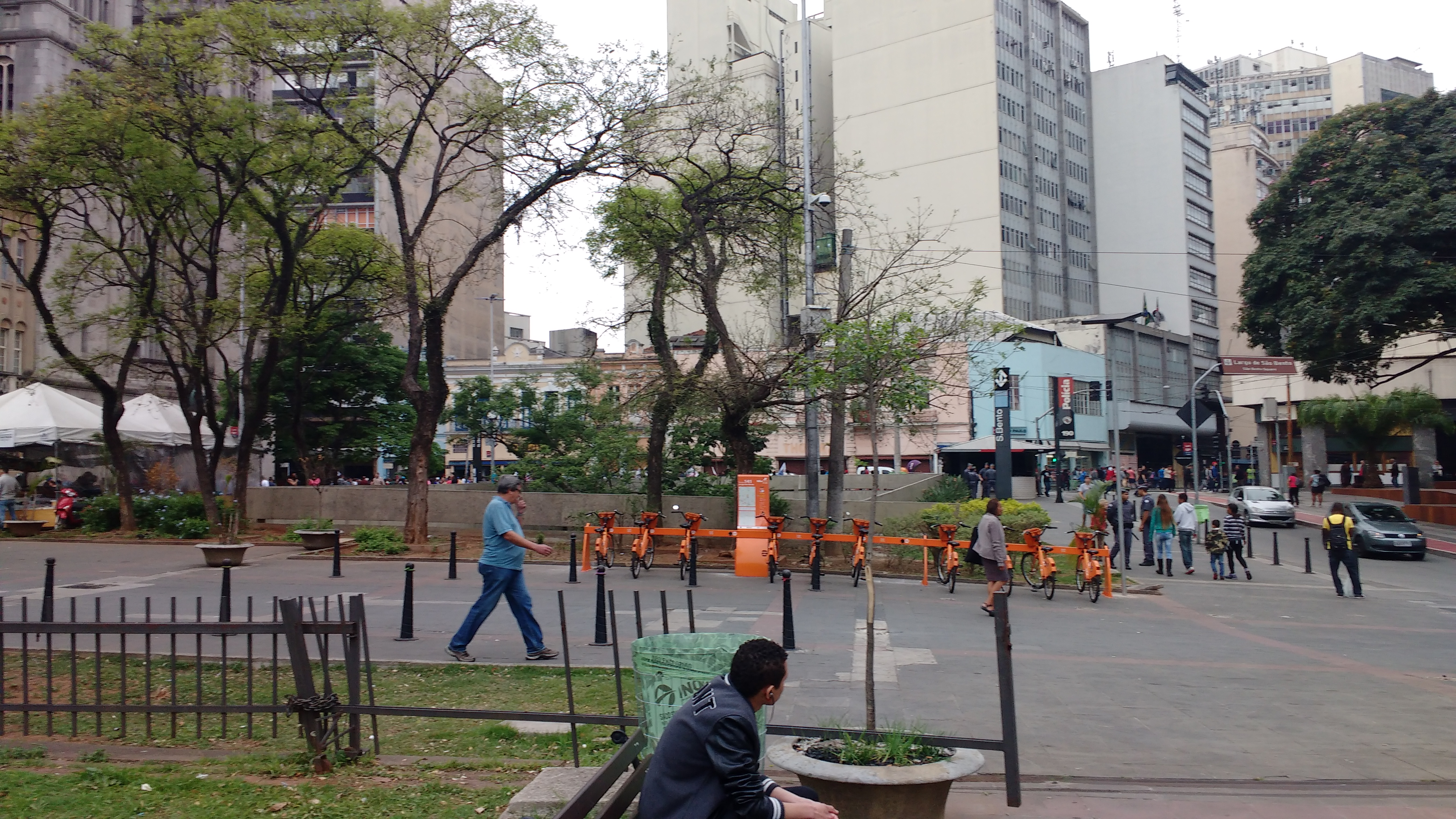
Vista este del Largo São Bento
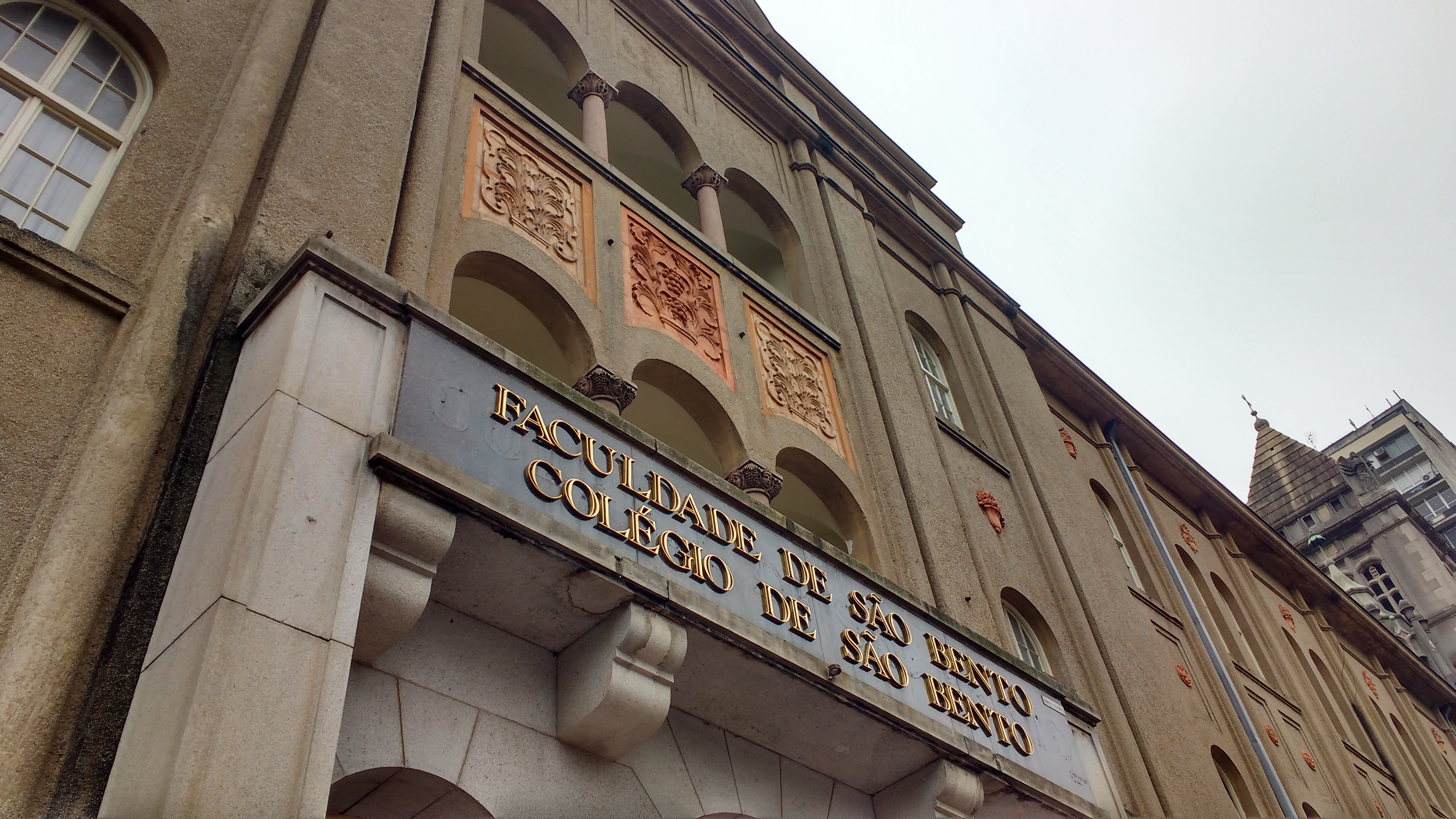
Fachada del Colegio São Bento
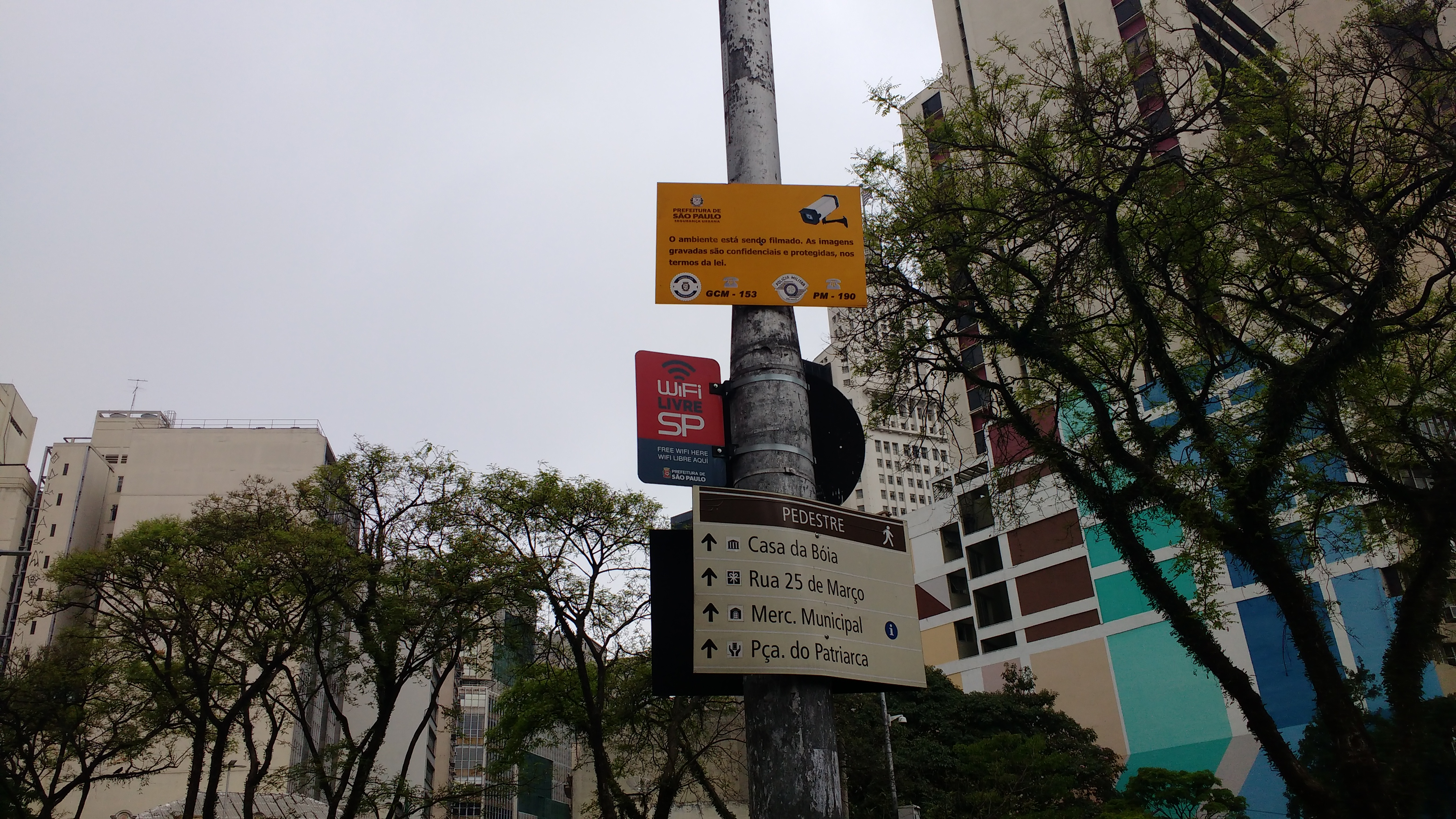
Tarjeta wifi gratis en el espacio